# Майданівка (Звенигородський район)
Майдані́вка — село в Україні, у Звенигородському районі Черкаської області, підпорядковане Хлипнівській сільській раді. Населення — 307 чоловік.

## Історія
- Село постраждало внаслідок геноциду українського народу, проведеного окупаційним урядом СССР 1932—1933 та 1946–1947 роках.

## Відомі люди
- Проценко Григорій Данилович (*6 грудня 1935) — український кліматолог, кандидат географічних наук, доцент географічного факультету Київського національного та Національного педагогічного університетів.